# Podrvanj
Podrvanj – wieś w Chorwacji, w żupanii primorsko-gorskiej, w gminie Čavle. W 2011 roku liczyła 461 mieszkańców.